# Міністерство інформації Ізраїлю
Міністерство інформації Ізраїлю (івр. משרד ההסברה, Місрад га-гасбара) — урядова установа Ізраїлю, яка відповідає за реалізацію державної політики Ізраїлю у сфері інформації.

## Історія
Було створено вперше 1 квітня 1974 року у складі апарату уряду Ізраїлю і розпущено 1 квітня 1975 року, після чого було відтворено 2009 року.
На нього було покладені питання концентрації інформаційної діяльності в Ізраїлі та за кордоном і спільна робота з Міністерством закордонних справ щодо інформації про Ізраїль за кордоном.

## Керівництво
16 січня 2023 року Міністерство інформації Ізраїлю очолила Ґаліт Дістель-Атбар'ян. 12 жовтня 2023 року Ґаліт Дістель-Атбар'ян пішла у відставку.